# 台灣總督府工業研究所

工業研究所西面

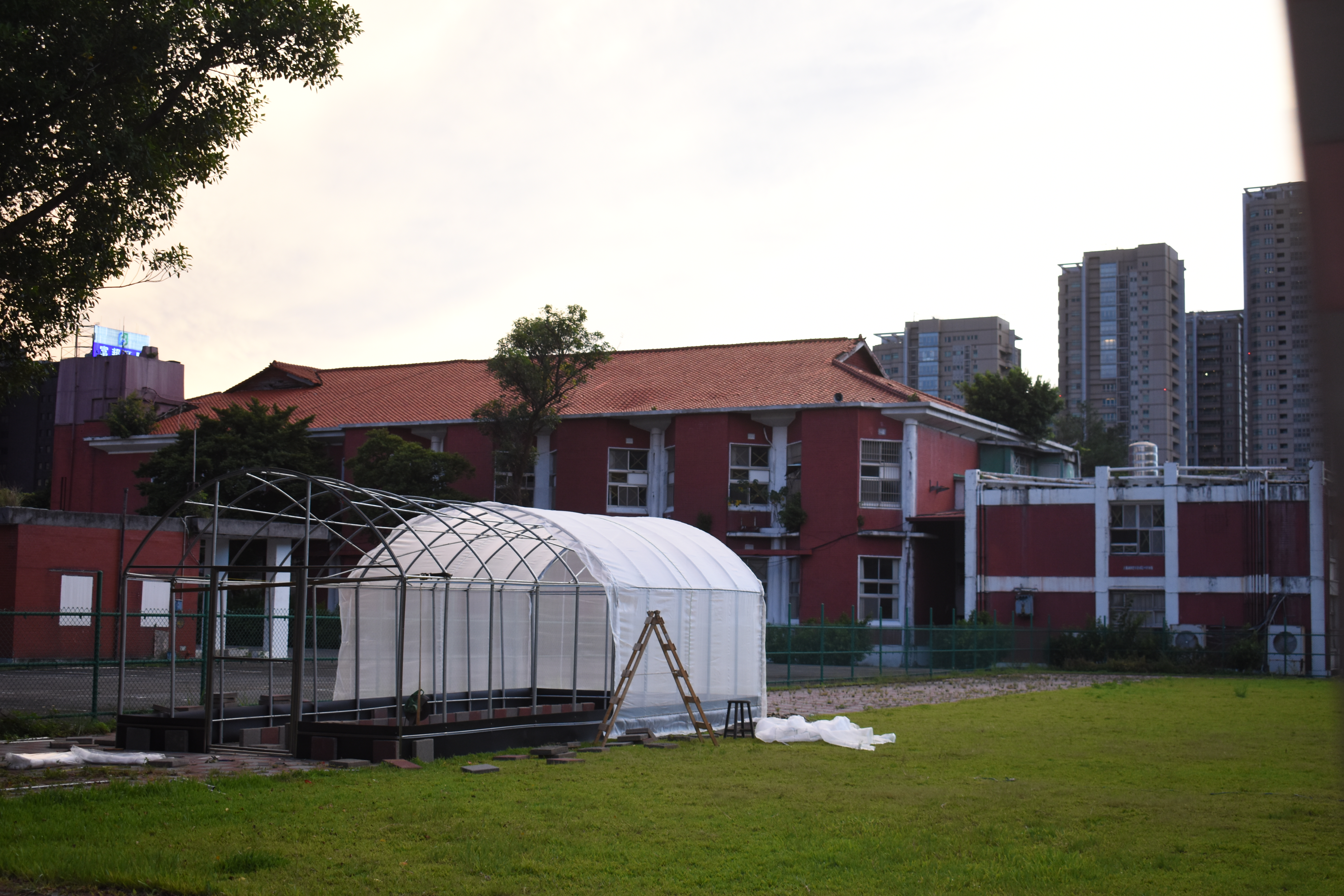
工業研究所東面

台灣總督府工業研究所為台灣日治時期的工業研究機構，設立於1939年4月，其前身是台灣總督府中央研究所的工業部。此處在二戰後成為中華民國國防部空軍總司令部，空總在2012年遷出，後來在2015年被登錄為台北市市定古蹟，而文化部在2018年在此設立「臺灣當代文化實驗場」至今。
另外，大安工研食品著名的工研醋，為1941年成立的工業研究所附屬工廠「工研食品工場」所研發。

## 介紹
台灣總督府中央研究所在1939年4月裁撤後，其工業部獨立為「台灣總督府工業研究所」，負責工業的相關研究、調查、試驗、分析和鑑定，舉辦講習和指導，並出版多項研究報告。其最初仍位在幸町的中央研究所原址，與臺北帝國大學熱帶醫學研究所使用同一廳舍，而工業研究所在後來才搬遷至台北市大安十二甲的現址。1940年6月，工業研究所的用地徵收完畢，由臺灣總督府營繕課規劃興建本館、二號館、三號館，以及有機、無機、電氣、發酵工廠等8棟建築。然而在二戰結束前，工業研究所的大部分建築仍未興建，現今僅存的倒ㄇ字型建築為台灣總督府工業研究所的二號館，於1944竣工，為今日工業研究所僅存之建築，後來作為空軍總司令部的辦公大樓。建築為兩層樓磚造建物，屋頂為入母屋形式，廳舍立面外觀為水平幾何線條簡潔表現，加上因應臺灣氣候而的45度折角開窗、垂直落水管柱。
二戰後1945年，工業研究所由臺灣省政府接收，改制為「臺灣省工業試驗所大安所」。1949年，在「國防優先」的考量下，此處改作中華民國空軍仁愛營區，空軍總司令部進駐；2012年，國防部空軍司令部遷出。2015年3月25日，原空軍仁愛營區更名「空總創新基地」。2015年9月，工業研究所僅存建築（二號館，後作空軍總部辦公大樓）登錄為台北市市定古蹟。2021年3月31日，原空軍總司令部的中正堂、美援大樓、防空洞、碉堡、崗亭等設也一同被列為古蹟。

## 組織
工業研究所底下分為「有機化學工業部」、「無機化學工業部」、「發酵工業部」、「化學分析部」和總務課。
- 有機化學工業部：樟腦、植物精油、燃料、各類油脂、纖維的調查、研究、試驗
- 無機化學工業部：礦物、金屬、電爐工業、電解工業、窯業、用水的調查、研究、試驗
- 發酵工業部：發酵微生物、各類菌種、發酵化學、發酵原料及製品（包含酒、醋、糖蜜等）的調查、研究、試驗
- 化學分析部：化學分析與煉瓦的調查、研究、試驗

## 歷任首長
| 任次 | 肖像 | 姓名 (生–卒)         | 在任時間      | 在任時間       | 備註] |
| ---- | ---- | -------------------- | ------------- | -------------- | ----- |
| 代理 |      | 森岡二朗 (1886–1950) | 1939年4月28日 | 1939年8月7日   |       |
| 1    |      | 池田鐵作 (–)         | 1939年8月7日  | 1945年10月25日 |       |